# Feldioara (Brașov)
Feldioara (deutsch Marienburg, siebenbürgisch-sächsisch Marembrich, ungarisch Földvár) ist eine Gemeinde mit etwa 6000 Einwohnern in der Region Siebenbürgen im Kreis Brașov in Rumänien.
Der Ort ist auch unter der deutschen Bezeichnung Marenburch und der ungarischen Bezeichnung Szászföldvár bekannt.

## Lage
Der Ort liegt an der Nationalstraße 13 die hier Teil der Europastraße 60 ist, etwa 20 Kilometer nördlich von Brașov (Kronstadt) entfernt. Er wurde auf einem rund 40–70 Meter hohem Bergvorsprung erbaut.

## Geschichte
Archäologische Funde aus der Zeit vor 1211 legen nahe, dass der Ort schon zuvor besiedelt war.
Anfang des 13. Jahrhunderts rief König Andreas II. von Ungarn den Deutschen Orden ins Burzenland (mehr dazu hier). 1211 errichtete der Deutschritterorden hier eine Burg. Die besagte Marienburg des Deutschritterordens wurde auf einer Anhöhe erbaut. Im Laufe der Zeit entstand zudem die gleichnamige Siedlung. Der rumänische Name dieser Gemeinde wurde vom ungarischen Namen Föld-vár (übers.: Erd-Burg) abgeleitet.
Im Jahr 2009 waren noch 26 Mitglieder der evangelischen Kirche (Siebenbürger Sachsen) registriert.

## Sehenswürdigkeiten
- Studentendenkmal der 1612 gefallenen Schüler aus Kronstadt
- Die 1838 durch ein Erdbeben zerstörte Marienburg blieb über Jahrzehnte als Ruine erhalten. 2013–2017 wurde sie wieder aufgebaut.
- Neben der Marienburg ist die Kirchenburg Feldioara, die örtliche Kirche, in Gestalt einer Kirchenburg, als Sehenswürdigkeit zu erwähnen.

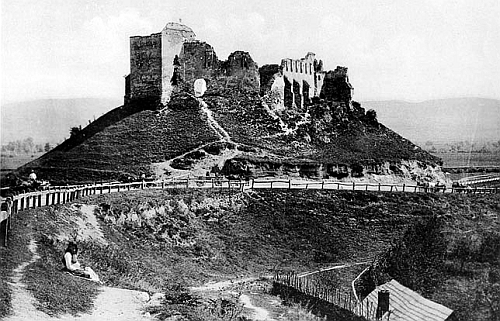
Eine alte Ansicht der Marienburg vor dem Wiederaufbau
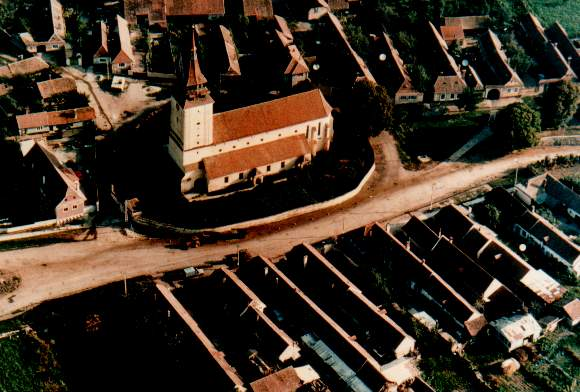
Blick auf den Ort mit der  Kirche
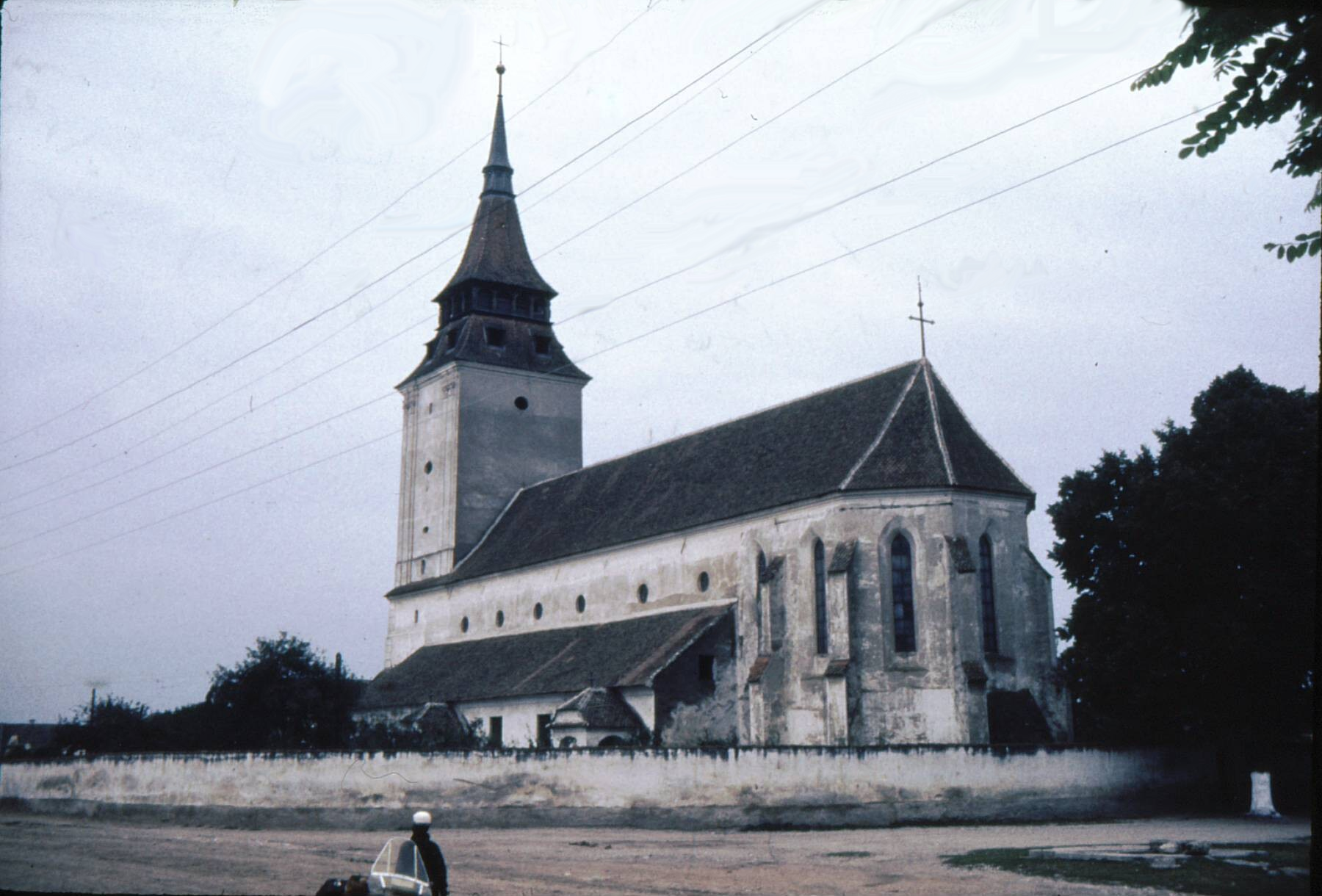
Die Kirchenburg 1966
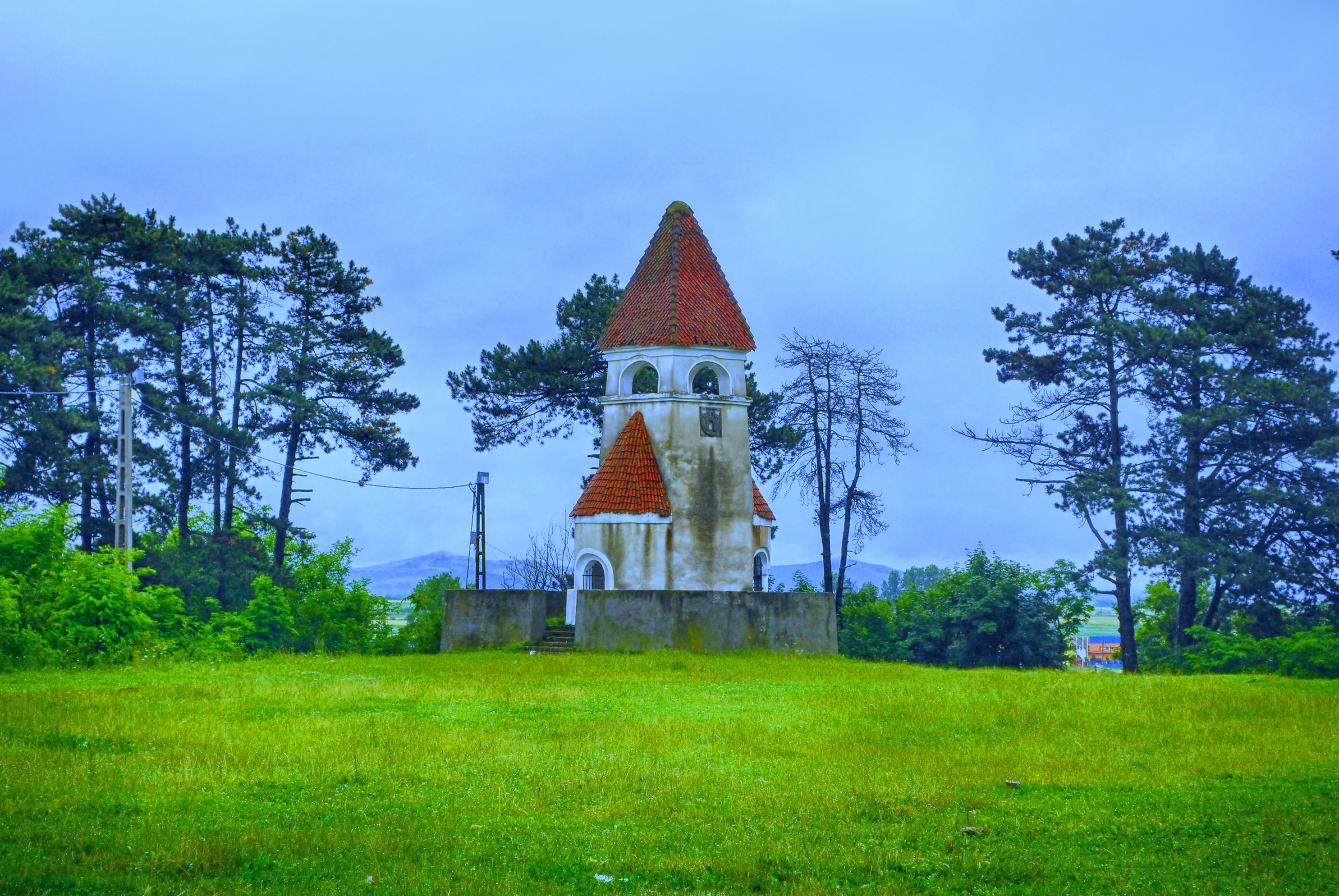
Denkmal für im Jahr 1612 in Marienburg gefallene sächsische Studenten

## Persönlichkeiten
- Anton Török (1761–1832), römisch-katholischer Geistlicher, Bischof von Csanád 1829–1832